# 内野町
内野町（うちのまち）は、かつて新潟県西蒲原郡にあった町。1960年1月11日の新潟市への編入合併によって消滅し、現在は新潟市西区の一部となっている。
以下の記述は合併直前当時の旧内野町に関しての記述であり、現在では名称等が異なる場合がある。なお、ここに記述されていない内容に関しては新潟市などの記事を参照。

## 歴史
- 1889年（明治22年）4月1日 - 町村制施行にともなう合併により、五十嵐浜村が発足。

| 五十嵐浜村 | 五十嵐浜村、中浜村、中権寺村 |

- 同年月日 - 内野村は単独で村制施行し内野村となる[1]。
- 1901年（明治34年）11月1日 - 内野村と五十嵐浜村（中権寺を除く）が合併し内野村となる[1]。
- 1915年（大正4年）8月6日 - 内野大火。200戸を全焼する。
- 1928年（昭和3年）10月1日 - 町制を施行し内野町となる。
- 1953年（昭和28年）12月10日 - 内野大火。中心部の300戸を全焼する。
- 1960年（昭和35年）1月11日 - 新潟市へ編入。（内野町消滅）

## 地域
内野村の地域のみ記載。
内野（うちの）
1889年（明治22年）まであった内野村の区域。現在の新潟市西区内野町。

## 学校

### 小学校
- 内野町立内野小学校

### 中学校
- 内野町立内野中学校

## 交通

### 鉄道路線
- 日本国有鉄道
  - 越後線
    - 内野駅

### 道路
二級国道
- 国道116号柏崎新潟線